# Perevolockiji járás
A Perevolockiji járás (oroszul Переволоцкий райо́н) Oroszország egyik járása az Orenburgi területen. Székhelye Perevolockij.

## Népesség
- 1989-ben 30 357 lakosa volt.
- 2002-ben 29 088 lakosa volt.
- 2010-ben 28 345 lakosa volt, melyből 18 507 orosz, 4 660 tatár, 1 413 baskír, 870 mordvin, 767 kazah, 743 ukrán, 482 német, 103 üzbég.